# Charles Leslie Wrenn
Charles Leslie Wrenn (1895–1969) fue un estudioso británico que ocupó el puesto de profesor Rawlinson y Bosworth de anglosajón en la Universidad de Oxford de 1945 a 1963, sucediendo a J. R. R. Tolkien.
Wrenn fue fellow del Pembroke College y perteneció al círculo literario de los Inklings, que incluyó a C. S. Lewis y al mismo Tolkien.

## Trabajos seleccionados
- Beowulf, with the Finnsburg fragment; editado por C. L. Wrenn. Londres: George G. Harrap & Co., 1953. Segunda edición, revisada y ampliada, Londres: Harrap, 1958. Tercera edición, completamente revisada por W. F. Bolton, Londres: Harrap, 1973. Reimpreso por la Universidad de Exeter en 1988.
- An Old English Grammar; de Randolph Quirk y C. L. Wrenn. Londres: Methuen, 1955.
- English and Medieval Studies Presented to J. R. R. Tolkien on the Occasion of His Seventieth Birthday; editado por Norman Davis y C. L. Wrenn. Londres: Allen & Unwin, 1962.